# Manfred Zimmer
Manfred Zimmer (* 8. Dezember 1941 in Alzey) ist ein ehemaliger deutscher Fußballspieler.

## Sportlicher Werdegang
Zimmer rückte am Ende der Spielzeit 1959/60 beim 1. FSV Mainz 05 unter Trainer Heinz Baas in den Kader der in der Oberliga Südwest antretenden Wettkampfmannschaft auf und debütierte am 27. Spieltag bei einer 1:4-Auswärtsniederlage bei TuRa Ludwigshafen in der seinerzeit höchsten Spielklasse. In den folgenden Oberligajahren gehörte er zum erweiterten Stammspielerkreis, konnte sich jedoch nie längerfristig in der Startformation etablieren. In der Spielzeit 1962/63 trug er dabei mit 14 Saisoneinsätzen und drei Ligatoren zum Erreichen des zwölften Tabellenplatzes bei, der die Qualifikation für die zweitklassige Regionalliga Südwest bedeutete. In der Spielzeit 1964/65 konnte er sich im Mittelfeld festspielen und bestritt 33 der 34 Saisonspiele. Zudem gewann er mit dem Klub am 23. Dezember 1964 durch einen 4:0-Erfolg über TuS Neuendorf, zu dem er nach Kurt Sauer, Günter Dutiné und Heinz Wassermann als Torschütze mit dem Treffer zum Endstand beitrug, den Südwestpokal und qualifizierte sich damit für den DFB-Pokal 1964/65. Während in der Meisterschaft der elfte Platz belegt wurde, erfolgte nach einem Achtelfinalsieg über Titelverteidiger TSV 1860 München im Viertelfinale gegen den ebenso Bundesligisten 1. FC Nürnberg das Aus.
Anschließend rückte Zimmer wieder in die zweite Reihe, auch unter den ab 1966 tätigen neuen Trainern Kurt Zaro und Erich Bäumler konnte er sich nur zeitweise in der Startformation halten. Als der Ex-Spieler Karl-Heinz Wettig übernommen hatte, bestritt er in der Spielzeit 1968/69 nochmals 22 Saisonspiele. Im Sommer 1969 verließ er jedoch nach 35 Oberligaspielen und acht -toren respektive 109 Regionalligaspielen und 9 -toren Mainz 05 in Richtung FVgg. Kastel 06, die im mittleren Amateurbereich spielte. 1970 zog er zum Mainzer Stadtteilklub SC Moguntia 1896 weiter, ab 1972 ließ er die Karriere beim Viert- und Fünftligisten SG Westend Frankfurt ausklingen.